# Regina Yaou
Pour les articles homonymes, voir Yaou (homonymie).
Régina Yaou, née le 10 juillet 1955, à Dabou et morte le 4 novembre 2017, à Abidjan, est une romancière ivoirienne dont les œuvres abordent en majorité le quotidien et le statut de la femme dans la société ivoirienne.

## Biographie
Originaire d'Akrou, sous-préfecture de Jacqueville, elle est née le 10 juillet 1955, à Dabou. C'est sa tante, sage-femme, qui l'élève dans une famille passionnée de lecture. Entre 12 et 14 ans, elle écrit ses premiers poèmes. Au lycée technique de Cocody, en 1977, elle participe à un concours littéraire organisé par les Nouvelles Éditions africaines et sa  première production, une nouvelle intitulée La Citadine, restée inédite, est primée,. Après une interruption de quelques années pendant lesquelles elle travaille, elle reprend  ses études en 1982, en France à l'université François Rabelais de Tours, puis complète une année à l'université Félix-Houphouët-Boigny, à Cocody,.
Elle publie son premier roman, Lezou Marie ou les écueils de la vie, en 1982, suivi de La Révolte d'Affiba en 1985, et de nombreux autres. De 1991 à 1993, elle séjourne aux États-Unis comme consultante et conférencière auprès de diverses universités. Elle revient en Côte-d'Ivoire et mène différentes activités en plus de son œuvre littéraire. À partir de la fin des années 1990, elle publie également sous pseudonymes (Joëlle Anskey, Ruth Owotchi...) dans des collections dites « sentimentales » lorsque les Nouvelles Éditions ivoiriennes lancent la collection Adoras. Elle utilise ces pseudonymes pour faire la distinction entre ses œuvres qui parlent de thèmes engagés et sa production paralittéraire.
Son mari, Ambroise N'Doufou, rencontré en 1990, décède en 2002 dans un accident de la circulation. En 2005, elle retourne aux États-Unis  pour des études comparatives sur les contes du sud des États-Unis et du sud de la Côte d’Ivoire. Elle rentre en Côte d’Ivoire quelques années plus tard.
Ses œuvres abordent la vie quotidienne et le statut de la femme dans la société ivoirienne : la violence domestique, les infidélités, la maternité, la stérilité, etc..
En 2014, elle reçoit le Prix National d'Excellence pour la Littérature de l’État de Côte d'Ivoire. En 2016, elle est "l'auteur à l'honneur" du Salon international du livre d’Abidjan. Elle décède le 4 novembre 2017, à Abidjan, alors qu'elle s'apprêtait à être l'invitée d'honneur du prix Ivoire remis le 11 novembre.

## Postérité
Le prix AECI-découverte de nouvelles, concours de nouvelles inédites organisé par l'Association des écrivains de Côte d'Ivoire (AECI) en collaboration avec l'éditeur Les Classiques ivoiriens, prend le nom de Prix Regina Yaou en 2017. Il a pour objectif de révéler de nouveaux talents et est ouvert aux écrivains en herbe résidant sur le territoire ivoirien. La participation est gratuite.

## Principales publications sous son nom
- 1977 : La Citadine, Nouvelle inédite.
- 1982 : Lezou Marie ou les écueils de la vie , Abidjan, Nouvelles Éditions africaines.
- 1985 : La Révolte d’Affiba, Abidjan, Nouvelles Éditions africaines.
- 1988:  Aihui Anka, Abidjan,Nouvelles Éditions africaines .
- 1997: Le Prix de la révolte,Abidjan, Nouvelles Éditions ivoiriennes  (NEI)  .
- 1998: Les Germes de la mort, tome 1 : Brah la villageoise, Abidjan, Nouvelles Éditions ivoiriennes.
- 2001 : L'Indésirable, Abidjan, Centre d'édition et de diffusion africaines (CEDA).
- 2002: Histoires étranges, Abidjan, Éditions Neter.
- 2005: Le Glas de l’infortune, Abidjan, Nouvelles Éditions ivoiriennes-Centre d'édition et de diffusion africaines (CEDA) .
- 2009 : Coup d’État, Abidjan, Nouvelles Éditions ivoiriennes.
- 2009: Histoires si étranges, Abidjan, Éditions Vallesse, Éditions Éburnie.
- 2010 : Dans l’antre du loup, Abidjan, Les Classiques Ivoiriens .
- 2012 : Opération fournaise, Abidjan, Nouvelles Éditions ivoiriennes-Centre d'édition et de diffusion africaines (CEDA).
- 2012 : Les souris de Simakouss, Abidjan, NEI-CEDA.
- 2014: Abbé Anselme-La rupture, Abidjan, NEI-CEDA.
- 2014: Le séjour du morceau de bois dans..., in Nouvelles de Côte d'Ivoire, Paris, NEI-CEDA .
- 2014 : Sœurs de sang, Collection Yenian, Vallesse Éditions .
- 2015 : Terribles meurtrissures, Collection Yenian,Vallesse Éditions .

## Principales publications sous pseudonyme
- 1999 : Symphonie et Lumière, Nouvelles Éditions ivoiriennes, coll. «Adoras».
- 1999 : Cœurs rebelles, Nouvelles Éditions ivoiriennes, coll. «Adoras».
- 2000 : La Fille du lagon, Nouvelles Éditions ivoiriennes, coll. «Adoras».
- 2001 : Les Miraculés, Nouvelles Éditions ivoiriennes, coll. «Adoras».
- 2004: Le Contrat. Clair de Lune, Puci.
- 2004 : Tendres Ennemis. Clair de Lune, Puci.
- 2004: L’Amour en exil. Clair de Lune, Puci.
- 2004 : Piège pour un cœur.Clair de Lune, Puci.